# Stylophorum sutchuenense
Stylophorum sutchuenense là một loài thực vật có hoa trong họ Anh túc. Loài này được (Franch.) Fedde miêu tả khoa học đầu tiên năm 1905.